# CS-370
La CS-370 (Carretera Secundària 370) és una carretera de la Xarxa de Carreteres d'Andorra, que comunica la CG-3, vora el nucli del Serrat amb Sorteny. També és anomenada Carretera de Sorteny.
Segons la codificació de carreteres d'Andorra aquesta carretera correspon a una Carretera Secundària, és a dir, aquelles carreteres què comuniquen una Carretera General amb un poble o zona.
Aquesta carretera és d'ús local ja què només l'utilitzen los veïns de les poblacions que recorre.
La carretera té en total 3,2 quilòmetres de recorregut.

## Punts d'interès
- Parc Natural de la Vall de Sorteny: És la major àrea natural protegida d'Andorra. Ocupa en total una superfície de 1.080 hectàrees.Emplaçament del Jardí botànic del Parc Natural de la Vall de Sorteny

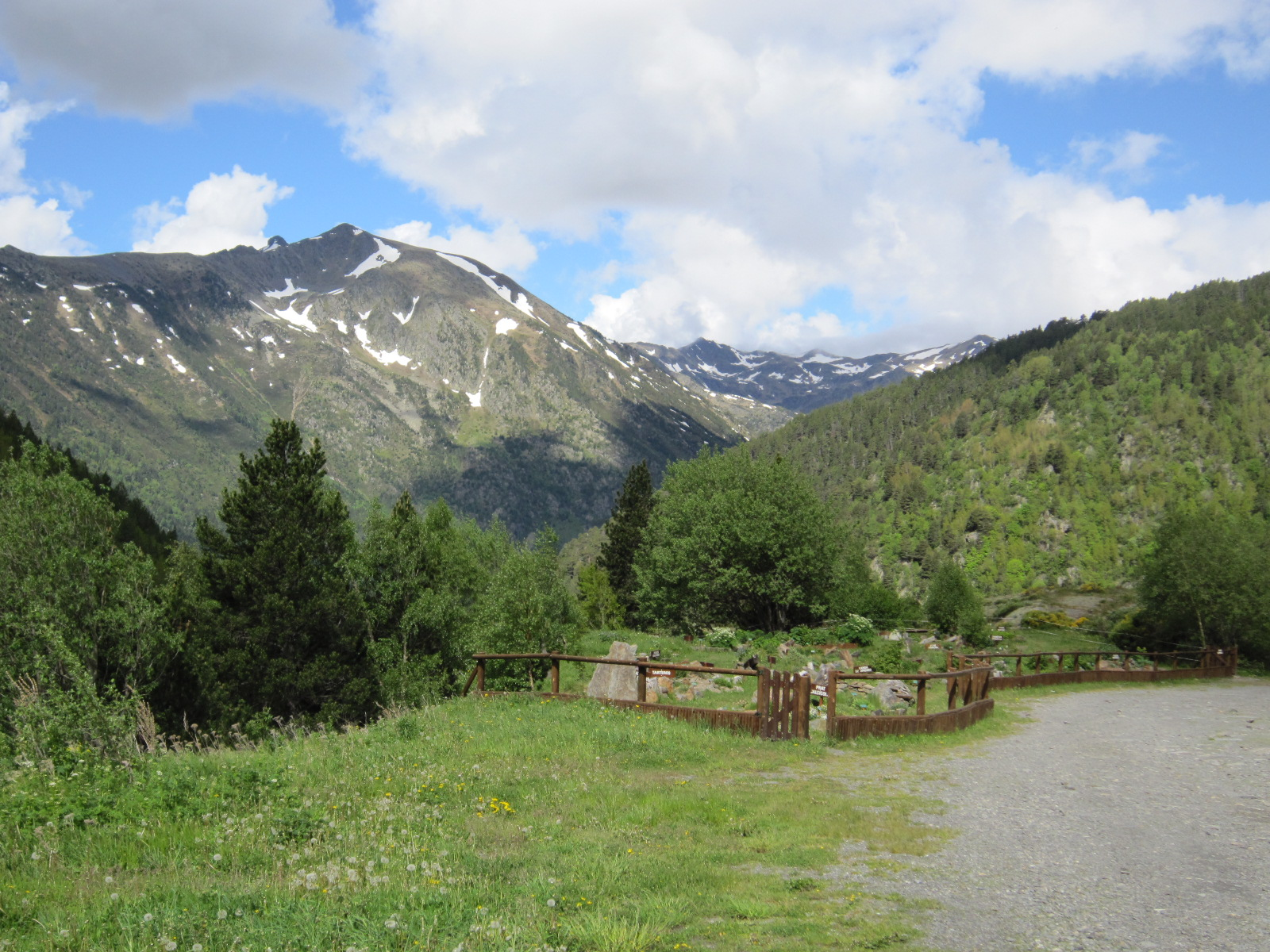
Emplaçament del Jardí botànic del Parc Natural de la Vall de Sorteny

## Recorregut
- CG-3
- El Serrat
- Sorteny

| Tipus de Sortida | Direcció de la sortida | Carretera que hi enllaça | Qm  |
| ---------------- | ---------------------- | ------------------------ | --- |
| CS-370           | Bifurcació             | CG-3                     | 0   |
|                  | El Serrat              |                          | -   |
|                  | Sorteny                | Camí de Sorteny          | 3,2 |